# АЭС Блайе
АЭС Блайе (фр. Centrale nucléaire du Blayais) — действующая атомная электростанция на юго-западе Франции в регионе Новая Аквитания. 
АЭС расположена берегу эстуария Жиронда на территории коммуны Бро-Э-Сен-Луи (фр.) в департаменте Жиронда в 20 км на север от города Блай и в 67 км от Бордо.
Станция включает в себя 4 энергоблока с реакторами с водой под давлением (PWR) проекта Framatome мощностью 951 МВт каждый.

## Инциденты
27 декабря 1999 года сильный прилив и шквальный ветер позволили воде перебраться через заградительные стены атомной станции и проникнуть на её территорию. В этот период три из четырех реакторов на станции Блайе находились в действующем состоянии, два из них серьезно пострадали. Вышли из строя две линии электропередач, питавшие второй и четвертый реакторы. Ситуацию спасли аварийные дизельные генераторы, которые проработали 3,5 часа. Также на первом энергоблоке мусором забило водозаборник насоса системы охлаждения. В результате реактор пришлось срочно останавливать. Этот случай заставил пересмотреть меры предосторожности на многих французских прибрежных АЭС. Возле самой АЭС Блайе была надстроена защитная дамба на 50 сантиметров, что предлагалось сделать на протяжении нескольких лет до наводнения.

## Информация об энергоблоках
| Энергоблок | Тип реакторов | Мощность | Мощность | Начало строительства | Физпуск    | Подключение к сети | Ввод в эксплуатацию | Закрытие |
| Энергоблок | Тип реакторов | Чистый   | Брутто   | Начало строительства | Физпуск    | Подключение к сети | Ввод в эксплуатацию | Закрытие |
| ---------- | ------------- | -------- | -------- | -------------------- | ---------- | ------------------ | ------------------- | -------- |
| Блайе-1    | PWR, CP1      | 910 МВт  | 951 МВт  | 01.01.1977           | 20.05.1981 | 12.06.1981         | 01.12.1981          | —        |
| Блайе-2    | PWR, CP1      | 910 МВт  | 951 МВт  | 01.01.1977           | 28.06.1982 | 17.07.1982         | 01.02.1983          | —        |
| Блайе-3    | PWR, CP1      | 910 МВт  | 951 МВт  | 01.04.1978           | 29.07.1983 | 17.08.1983         | 14.11.1983          | —        |
| Блайе-4    | PWR, CP1      | 910 МВт  | 951 МВт  | 01.04.1978           | 01.05.1983 | 16.05.1983         | 01.10.1983          | —        |